# Battaglia di Odessa
La battaglia di Odessa o l'assedio di Odessa fu parte del teatro del fronte orientale della Seconda Guerra Mondiale durante il 1941. La campagna fu combattuta dalle potenze dell'Asse di Romania e Germania contro l'Unione Sovietica per il controllo di Odessa, importante porto sul mar Nero. Il 22 giugno 1941 l'Asse aveva già invaso l'Unione Sovietica durante l'Operazione Barbarossa.
La campagna fu condotta dalla 4ª Armata romena e da elementi della 11ª Armata tedesca. A causa della forte resistenza della 9ª Armata Indipendente sovietica prima e in seguito dell'Armata Costiera sovietica rapidamente costituita, formata riunendo il Gruppo Costiero della 9ª Armata e le forze della flotta del Mar Nero presenti a Odessa, le forze dell'Asse furono costrette a 73 giorni di assedio e quattro assalti prima di prendere la città. Le forze rumene lamentarono 93 000 vittime, contro le 41/60 000 dell'Armata Rossa.

## Premesse
Il 27 luglio 1941, Hitler inviò una lettera al generale Ion Antonescu in cui concedeva ai romeni l'amministrazione del territorio compreso fra i fiumi Dnestr e Bug Orientale. La Terza Armata romena aveva già attraversato il Dnster il 17 luglio. La Quarta Armata del tenente-generale Nicolae Ciupercă superò il fiume il 3 agosto con il 5º corpo, che comprendeva la 15ª divisione di fanteria e la 1ª brigata di cavalleria, aggregata alla 1ª divisione corazzata. L'8 agosto, lo Stato Maggiore romeno emise la Direttiva Operativa nº 31 con cui si davano istruzioni alla 4ª Armata di occupare Odessa entro il mese di agosto. Si pensava che la guarnigione della città, che si trovava in pesante inferiorità numerica, si sarebbe arresa rapidamente.
Odessa era pesantemente fortificata da tre linee difensive e, grazie alla presenza della Flotta del Mar Nero Sovietica, non poteva essere completamente circondata. La prima linea era lunga 80 km e situata a circa 25–30 km dalla città. La seconda e principale linea di difesa era situata a 6–8 km dalla città e si sviluppava lungo circa 30 km. La terza e ultima linea di difesa era organizzata all'interno della città stessa. Le forze che presidiavano inizialmente le fortificazioni erano costituite dalle 25ª e 95ª divisione di fucilieri, dalla 2ª divisione di cavalleria, dalla 421ª divisione fucilieri, dal 54º reggimento fucilieri e da un reggimento del NKVD. L'Armata Rossa schierava nella zona 34 500 uomini e 240 pezzi di artiglieria. Il supporto aereo era assicurato dal 69 IAP (reggimento aereo di caccia), da due squadroni di idrovolanti e uno di bombardieri. Più tardi altri combattenti si unirono ai difensori, come fece uno squadrone di Il-2.

## La battaglia

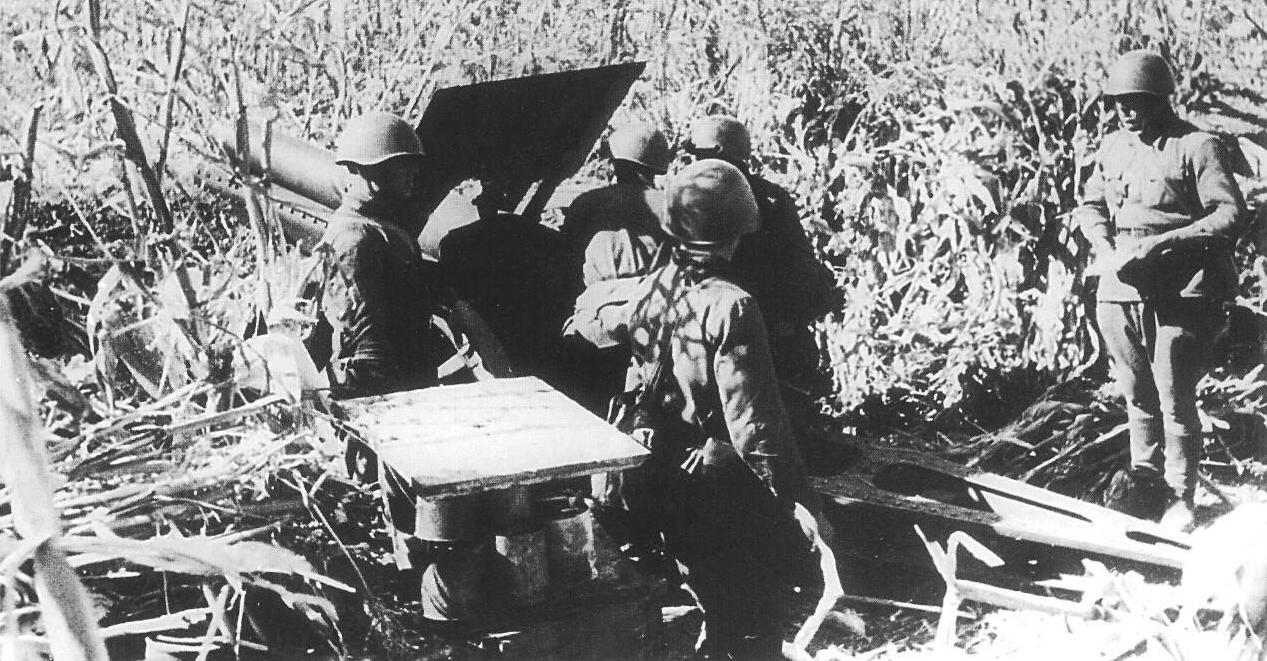
Artiglieri di una batteria sovietica durante l'assedio.

La resistenza sovietica a difesa di Odessa durò 73 giorni, dal 5 agosto-16 ottobre 1941. Il 10 agosto, nel settore del 3º corpo, la maggior parte della 7ª divisione di fanteria romena raggiunse Elssas, mentre la 1ª divisione della Guardia arrivò sulla linea Strassburg - Petra Evdokievka. Nel settore del 5º corpo, la 1ª divisione corazzata attraversò la prima linea di difesa di Odessa. Quella stessa sera, la divisione rumena raggiunse la seconda linea di difesa. La 1ª brigata di cavalleria prese Severinovka e si unì alla 1ª divisione corazzata. Allo stesso tempo, il 10º reggimento Dorobanţi travolse le forze sovietiche a Lozovaya. La 4ª Armata chiuse quindi gradualmente il cerchio intorno a Odessa, ma l'offensiva fu temporaneamente arrestata da Antonescu il 13 agosto per rafforzare la linea ovest del Khadzhibeyskyi Liman.
L'offensiva riprese il 16 agosto con le truppe romene che attaccarono lungo tutto il fronte, catturando le riserve di acqua di Odessa il 17 agosto. Le forze sovietiche intrapresero una tenace resistenza, lanciando ripetuti contrattacchi, infliggendo e subendo pesanti perdite. La Regia Aeronautica Romena sostenne efficacemente le truppe di terra, interrompendo il traffico navale sovietico da e per Odessa, e distruggendo anche un treno blindato il 20 agosto. Durante la notte del 18 agosto, due torpediniere romene (la NMS Viscolul e la NMS Vijelia) attaccarono a sud di Odessa un convoglio sovietico composto dall'incrociatore leggero Komintern, da due cacciatorpediniere, quattro cannoniere, 40 motosiluranti e sette dragamine ausiliarie, danneggiando un cacciatorpediniere nemico. Fu una delle poche azioni in cui la marina militare romena fu impegnata a sostegno dell'assedio.
Entro il 24 agosto, nonostante continui attacchi, i romeni si erano impantanati di fronte alla linea principale di difesa sovietica. La 4ª Armata aveva già subito 27 307 vittime, tra cui 5 329 soldati uccisi in azione. Tuttavia anche i sovietici erano indeboliti e, grazie alla cattura di Kubanka, un villaggio a nord di Odessa, l'artiglieria romena pesante minacciava ora seriamente il porto della città. Nel corso dei successivi tre giorni, ci fu una pausa nei combattimenti.
Il 28 agosto i romeni ripresero la loro offensiva, rinforzati da un battaglione d'assalto tedesco e da dieci battaglioni di artiglieria pesante. Il 4º, l'11º e il 1º Corpo d'Armata romeni avanzarono verso Gnileakovo e Vakarzhany, solo per essere ricacciati indietro in alcune zone da un forte contrattacco sovietico il giorno seguente. Il 30 agosto i romeni ripresero l'iniziativa, ma guadagnarono scarso terreno. Hitler e il Comando tedesco osservarono che Antonescu stava utilizzando a Odessa le tattica della prima guerra mondiale, costringendo crudelmente la fanteria a fare inutili e non adeguatamente supportati attacchi frontali contro le trincee sovietiche. I sovietici ripresero temporaneamente Kubanka ma furono respinti prima di sera. Le truppe sovietiche di stanza a Vakarzhany furono circondate e continuarono a lottare fino al 3 settembre, quando un attacco combinato della fanteria tedesca e rumena prese d'assalto con successo il villaggio.

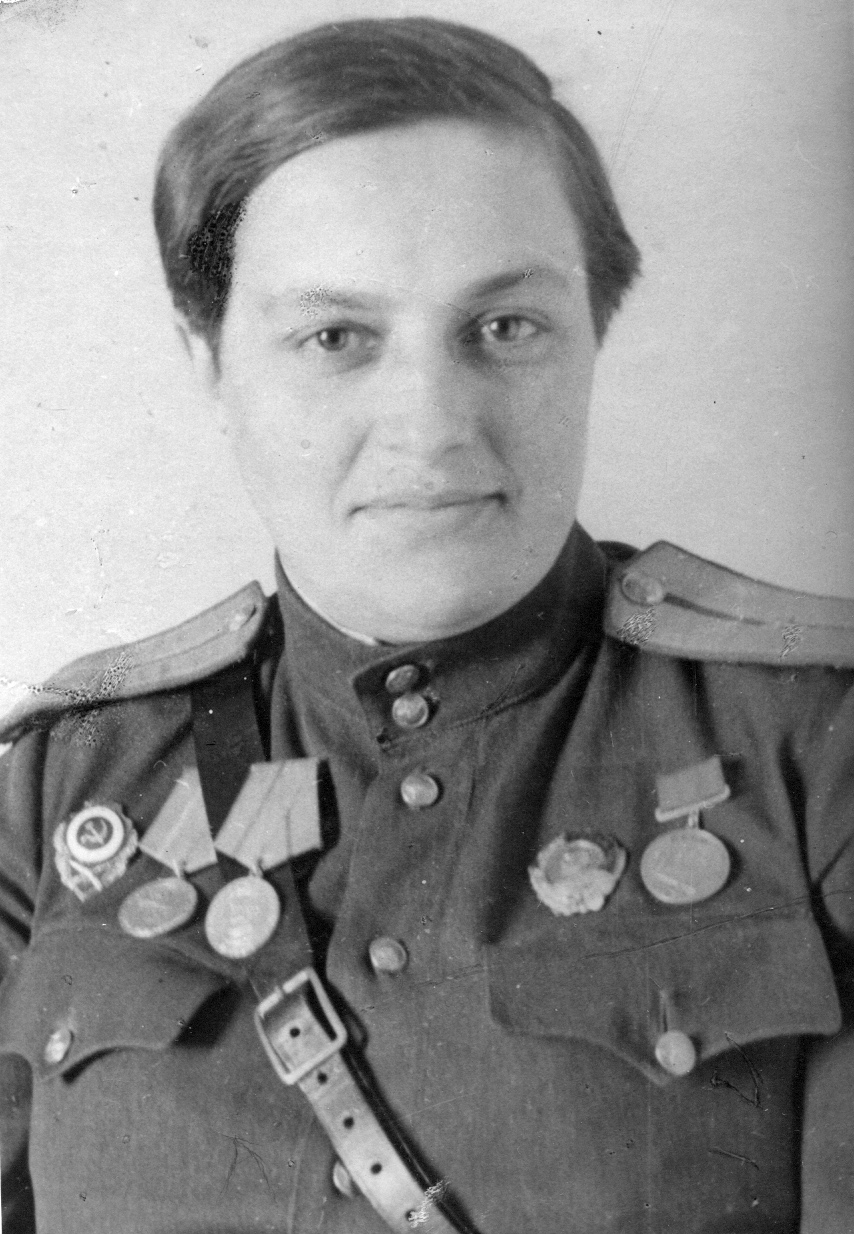
Lyudmila Pavlichenko, una donna cecchino sovietica a cui furono attribuite 187 uccisioni durante la battaglia.

Il 3 settembre il generale Ciupercă presentò al neo maresciallo Antonescu un libro di memorie, mettendo in evidenza le cattive condizioni delle divisioni di prima linea, che dopo quasi un mese di continui combattimenti erano esauste. Egli proponeva una riorganizzazione in sei divisioni (la 3ª, la 6ª, la 7ª, la 14ª, 21ª di fanteria e le divisioni della Guardia), che sarebbero state divise in 2 corpi e supportate da 8 battaglioni di artiglieria pesante. Queste unità avrebbero poi attaccato su un singolo fronte per sfondare la linea sovietica. Tuttavia, Il libro di memorie fu respinto sia da Antonescu che dal generale di brigata Alexandru Ioanițiu, capo dello Stato maggiore generale romeno, il quale sosteneva che un attacco in una sola direzione avrebbe lasciato il resto della linea rumena troppo esposta. Il maresciallo Antonescu emise successivamente una nuova direttiva per gli attacchi tra Tatarka e Dalnik, e Gniliavko e Dalnik, da effettuare da parte dell'11º e 3º Corpo, rispettivamente. Ioaniţiu inoltrò una nota al maggior generale Arthur Hauffe, capo della missione militare tedesca in Romania, informandolo della situazione a Odessa e con la richiesta di assistenza sotto forma di aerei e diversi battaglioni di esploratori. Anche se la Regia aeronautica romena godette di un certo successo negli attacchi sulle forze sovietiche sia a terra che in aria, era mal equipaggiata per i raid anti nave, e i sovietici venivano costantemente rafforzati e riforniti tramite la loro Marina.
Nel frattempo, l'offensiva romena si arrestò per attendere rinforzi che arrivarono sotto forma di un distaccamento tedesco, guidato dal tenente generale René von Courbier e composto da un reggimento di fanteria, un reggimento di esploratori di assalto e da due reggimenti di artiglieria. Contemporaneamente anche i sovietici ricevettero 15 000 uomini e munizioni. Il 9 settembre Ciupercă venne sostituito dal tenente generale Iosif Iacobici, a cui fu espressamente ordinato di eseguire le direttive dello Stato maggiore generale senza fare domande. L'offensiva riprese il 12 settembre, ma fu nuovamente temporaneamente fermata il 14 settembre poiché le unità di artiglieria romene e tedesche stavano rimanendo a corto di munizioni. Due battaglioni di Vânători furono circondati da soldati dell'Armata Rossa vicino al banco di sabbia di Hadjibey, ma furono in seguito liberati nonostante gli sforzi sovietici di annientarli.

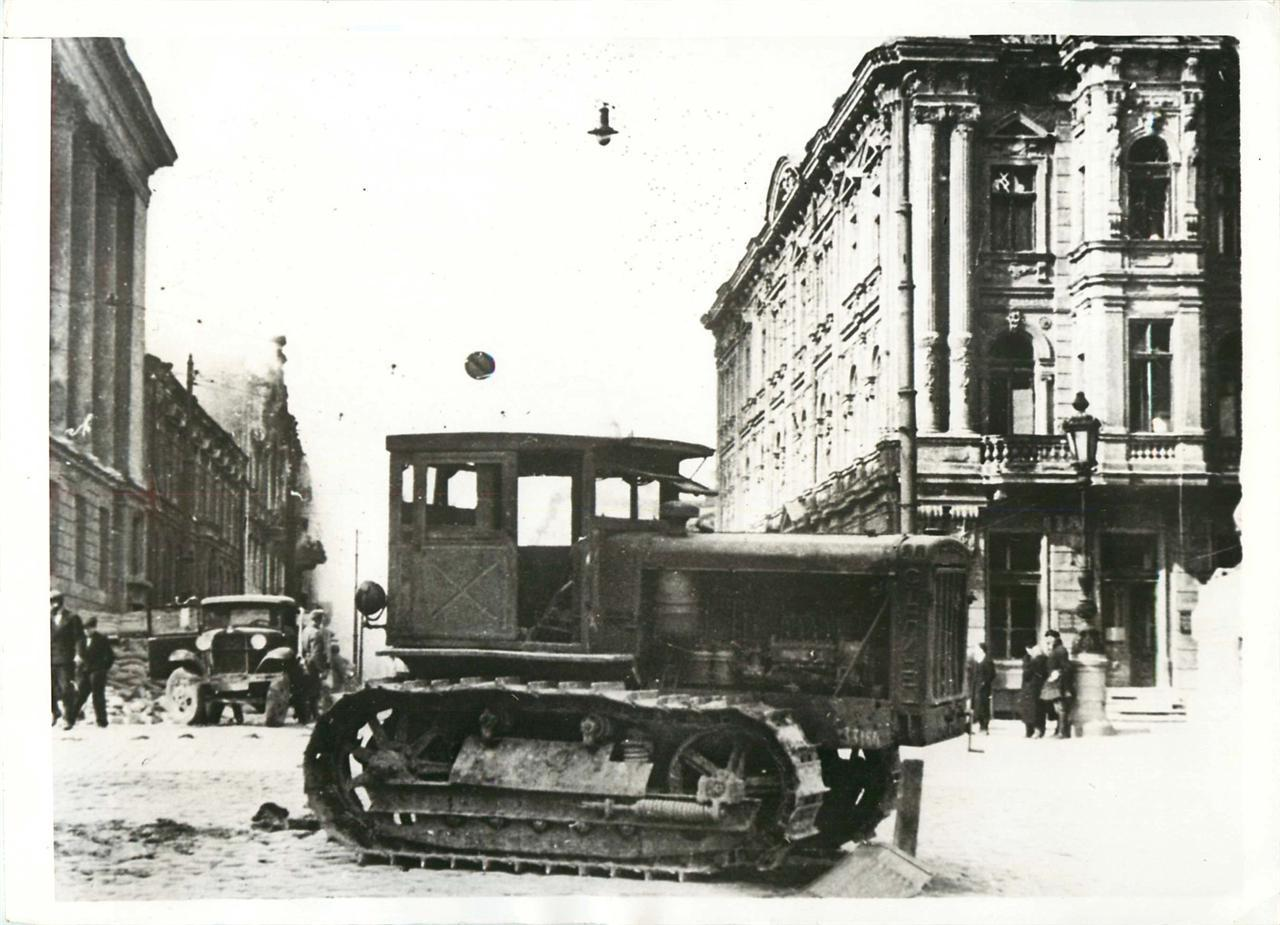
Veicoli e barricate sovietiche abbandonati dopo l'assedio, ottobre 1941.

Nella notte del 15 settembre, le truppe sovietiche ruppero il contatto con 1º Corpo romeno e si ritirarono verso sud-est. Il 16 settembre, il 1º Corpo prese le alture a nord ovest di Gross-Liebenthal. Le truppe romene occuparo anche la zona a sud del banco di Sukhoy. Oltre 3 000 soldati sovietici furono catturati, ma queste perdite furono abbondantemente rimpiazzate dalla 157ª Divisione fucilieri, con una forza di 12 600 soldati. Inoltre 18 compagnie sovietiche furono trasportate da Novorossiysk. La lotta partigiana nel frattempo continuò nelle catacombe della città.
Con l'avanzata delle forze dell'Asse in Unione Sovietica, lo STAVKA decise di evacuare i difensori di Odessa. La notte tra il 14 e il 15 ottobre 1941, la Flotta del Mar Nero evacuò la guarnigione di Sebastopoli dove la maggior parte delle unità furono successivamente distrutte negli aspri combattimenti che avrebbero lì avuto luogo durante la difesa di Sebastopoli. La Flotta del Mar Nero riuscì inoltre a evacuare 350 000 soldati e civili.
Lyudmila Pavlichenko, il miglior cecchino donna al mondo, prese parte alla battaglia. Le sue prime due uccisioni furono fatte vicino Belyayevka utilizzando il famoso fucile russo Mosin-Nagant a otturatore girevole-scorrevole riadattato per il tiro di precisione con un'ottica da 3.5 ingrandimenti. Durante la difesa di Odessa le furono attribuite 187 uccisioni confermate. Il totale di uccisioni confermate per la Pavlichenko durante la seconda guerra mondiale fu di 309 soldati nemici (di cui 36 cecchini).

## Conseguenze
Le operazioni a Odessa evidenziarono significative carenze nell'esercito romeno, che portarono i leader militari e politici nel paese a chiedere una sospensione delle operazioni militari contro l'Unione Sovietica. Antonescu, tuttavia, ignorò tali obiezioni, ritenendo il mantenimento della partecipazione alla guerra e la vittoria finale sul fronte orientale necessari per il ripristino dell'integrità territoriale della Romania.
Le vittime sofferte durante l'assedio di Odessa furono le seguenti:
- Romeni
  - 17 729 morti, 63 345 feriti e 11 471 dispersi
- Sovietici
  - 16 578 morti o dispersi e 24 690 feriti (Glantz)
  - 60 000 morti, feriti e dispersi (Axworthy)[4]

La riconquista della Bessarabia e della Bucovina settentrionale nell'Operazione Monaco e la successiva vittoria di Odessa, portarono ad una parziale smobilitazione dell'esercito romeno, che fu ridotto di dimensioni dai circa 900 000 uomini al 1º ottobre 1941 ai 465 000 del 1º gennaio 1942. Politicamente, la presenza di truppe rumene a Odessa e l'istituzione del Governatorato della Transnistria portarono a un deterioramento della situazione internazionale della Romania, con la dichiarazione di guerra britannica al paese il 6 dicembre mentre il 12 dicembre fu la stessa Romania a dichiarare guerra agli Stati Uniti per solidarietà con la Germania e il Giappone. Così la Romania si trovò in guerra contro due grandi potenze con le quali non aveva alcun conflitto diretto di interessi, ma che avrebbe poi causato le principali campagne di bombardamenti contro di essa.

## Commemorazioni

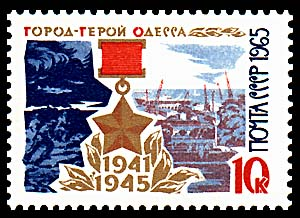
Francobollo dell'URSS del 1965: “Odessa Città eroina 1941–-1945”

Il 22 dicembre 1942 l'Unione Sovietica istituì per i partecipanti la medaglia per la difesa di Odessa. I destinatari furono circa 38 000 persone, tra cui militari (Esercito e Marina) e difensori civili. Odessa fu la prima delle quattro città sovietiche ad essere insignita del titolo di "città eroina" nel 1945, le altre furono Leningrado, Stalingrado e Sebastopoli.
Il 9 maggio 1975, giorno del 30º anniversario della vittoria sulla Germania nazista, fu inaugurato il Museo della eroica difesa di Odessa (411º Memoriale della difesa costiera). Nelle vicinanze si trova anche il Museo della Gloria Partigiana nelle Catacombe Odessa. Il museo sotterraneo commemora il movimento partigiano nella regione di Odessa.